# Stora Stop-Olle
Stora Stop-Olle är en sjö i Sandvikens kommun i Gästrikland och ingår i Gavleåns huvudavrinningsområde.